# Piața Sfatului din Brașov
Piața Sfatului, situată în mijlocul centrului istoric al Brașovului (Cetatea), a reprezentat un important centru comercial, social și cultural de-a lungul timpului.

## Istoric
Începând cu anul 1520, Piața Sfatului din Brașov, numită în acea vreme Marktplatz, a obținut dreptul de a organiza târguri.
În piață se ajungea prin strada Vămii (actuala Mureșenilor), după ce se trecea prin Poarta Vămii, una dintre cele mai vechi porți ale fortificațiilor cetății.
Pe aici intrau carele cu mărfurile negustorilor, iar pe strada Vămii, la nr. 12, funcționa vama unde se plăteau taxele pentru produsele introduse în cetate.

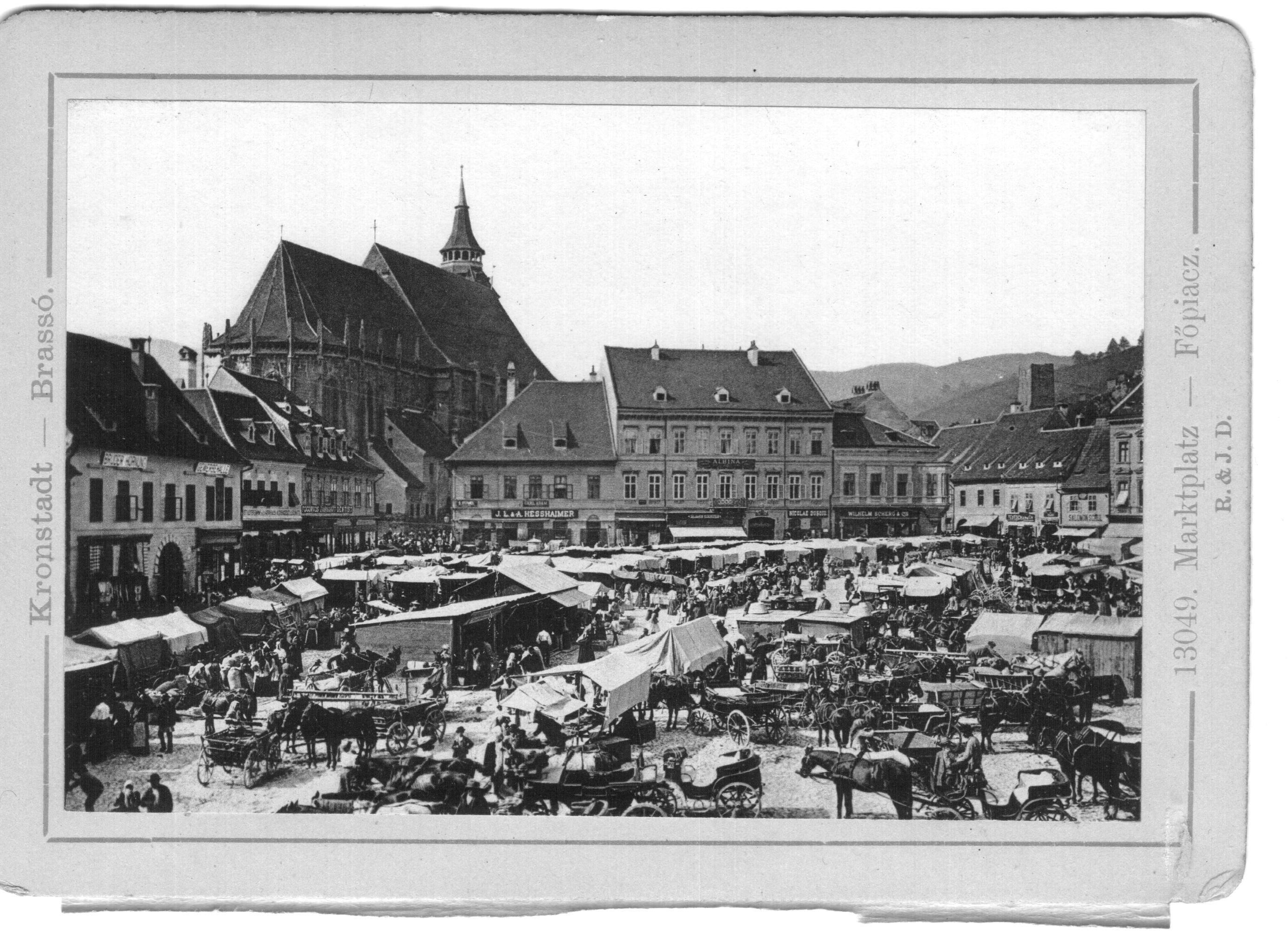
Zi de târg în Piața Sfatului (cca 1900)

Încă din perioada Evului Mediu, Piața Sfatului aduna cu ocazia târgurilor numeroși negustori sași, unguri și români. În jurul fostei primării a orașului, (actuala Casa Sfatului), fiecare negustor trebuia să își așeze marfa într-un anumit loc, urmând ca funcționarii orașului să se asigure că locurile acestea sunt respectate de către negustori.
Potrivit descrierii călătorului, astronomului și cartografului italian Giovanni Antonio Magini, pe la 1596 Brașovul era „emporiul întregii Transilvanii”, unde își desfăceau mărfurile, pe lângă negustorii sași, maghiari, români și negustori arabi, greci, turci, polonezi, italieni.
În Piața Sfatului a existat în perioada medievală „Stâlpul infamiei”, unde erau judecate vrăjitoarele și se aplicau public pedepse corporale acelora găsiți vinovați. Aici, în anul 1688, a fost decapitat Stefan Stener, șeful breslei cizmarilor, care s-a împotrivit intrării austriecilor în oraș.
În clădirea din Piata Sfatului nr.16 de pe latura de sud-est a pieței (Casele Closius - Hiemesch - Giesel)  a funcționat prima farmacie din oraș, atestată documentar la 1512.
În anul 1737 Piața Sfatului a fost pavată cu piatră.

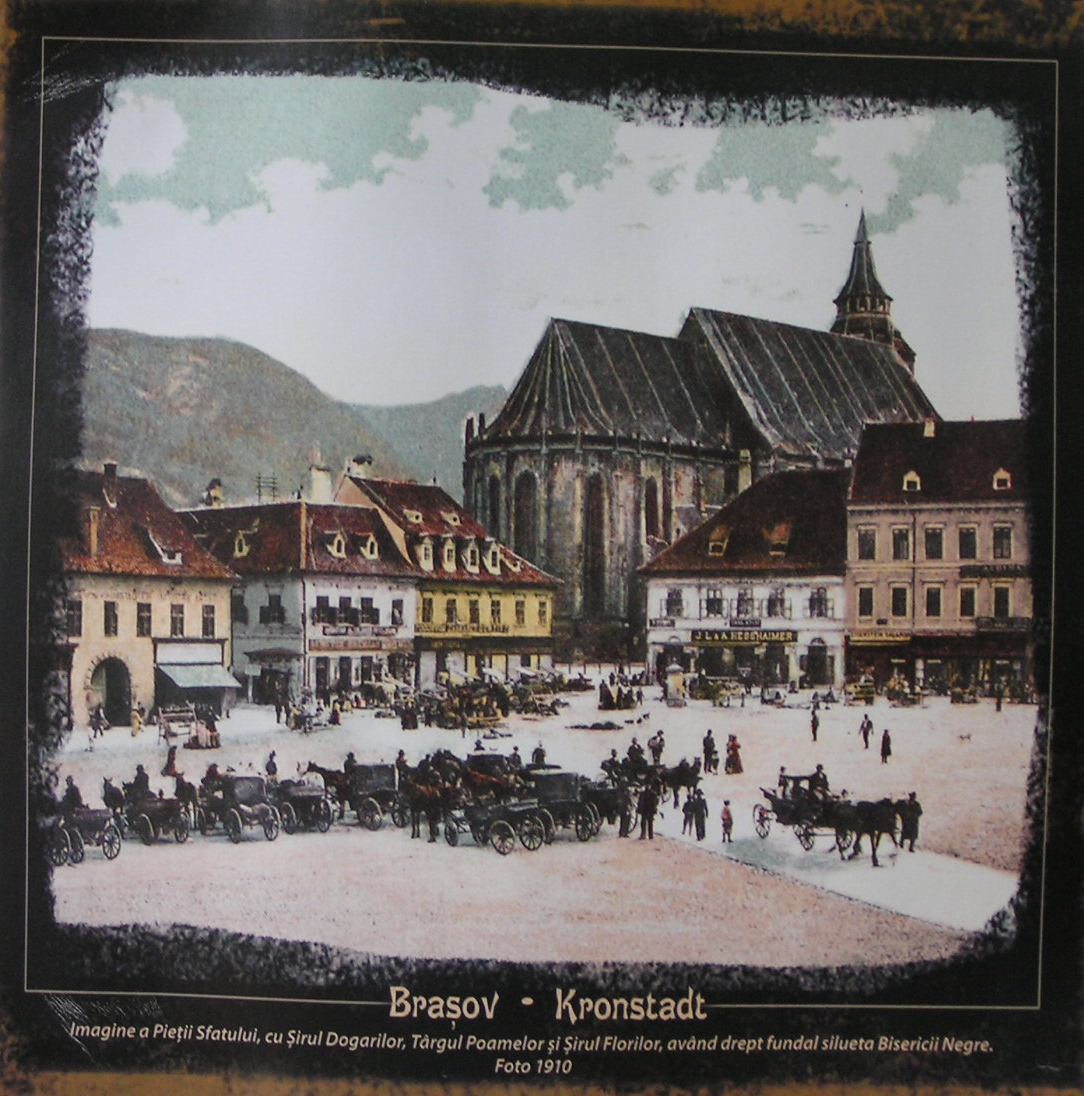
Piața Sfatului și Biserica Neagră (1910)

Târgurile au fost organizate aici de sute de ani, fiecare marfă avându-și locul ei. În timp s-au păstrat câteva din denumirile caracteristice de atunci: Târgul Grâului, Târgul Cailor, Târgul Boilor, Șirul Florilor, Șirul Fructelor, Șirul Inului, Șirul Botelor.
Lunea și mai ales vinerea dimineața erau zilele destinate târgurilor.
Pe latura cu Casa Negustorilor (Casa Hirsher) era Șirul Florilor, unde se găseau flori, iar în continuare, până la Biserica Neagră, era Șirul Fructelor. Pe latura de nord-vest (unde se află acum Banca Națională) se afla Șirul Inului, iar pe partea de sud-vest era Șirul Botelor.
Pe latura cu Catedrala Ortodoxă (biserica „Adormirea Maicii Domnului”) era Târgul Grâului care, cu trotuarul lui lat, era și promenada preferată a brașovenilor („corso”). 
Tot aici a circulat și primul tramvai mecanizat de pe teritoriul actual al României, construit în anul 1892. Linia tramvaiului cu abur avea o lungime de 17 kilometri, între Bartolomeu și Satulung (care acum face parte din Săcele).

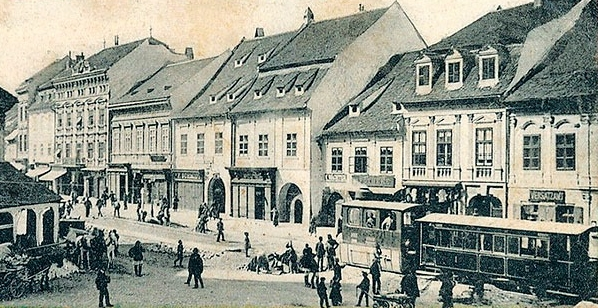
Tramvaiul cu aburi în Piața Sfatului (1900)

Pornind din gara Bartolomeu din Brașovechi, linia urca pe strada Lungă până în Piața Sfatului, de unde cobora înapoi pe strada Vămii (strada Mureșenilor de astăzi), cotea la dreapta și ajungea în fața Primăriei, unde se afla stația Promenadă. De aici, linia trecea prin Blumăna mai departe spre satele Baciu, Turcheș, Cernatu și ajungea la stația Satulung.
În afara orașului tramvaiul cu abur avea gări ca un tren, în vreme ce în Brașov circula practic ca un tramvai. Trenurile circulau numai ziua, cu 10 km/h în oraș și 20 km/h în afară, iar în zilele de târg trenul circula în oraș numai după ora 15. De asemenea, mecanicul putea să utilizeze fluierul locomotivei numai în cazuri extreme, în rest avertizarea sonoră fiind făcută cu clopoțelul de către șeful de tren.
Ulterior vagoanele au fost vopsite în galben, de unde și denumirea de „tramvaiul galbenˮ, cum a fost cunoscut în epocă.
De asemenea au fost introduse în circulație și automotoare (vagoane - automotor) pe bază de motorină sau benzină, acestea circulând în paralel cu tramvaiele cu abur.
Treptat însă, din cauza zgomotului și a fumului, linia tramvaiului a fost scurtată în etape, în anul 1922 fiind desființat tronsonul Promenadă (Rudolfsring) - Piața Sfatului din interiorul Cetății.
Tot în Piața Sfatului a funcționat în diverse perioade și asociația culturală Casina română, înființată în 1835. Inițial o adunare a negustorilor brașoveni, aceasta a evoluat treptat într-o instituție de cultură, care a adunat cei mai străluciți cărturari ai Brașovului.
Între anii 1835-1841 Casina brașoveană a avut sediul în Casa Plecker de pe  Șirul Botelor.
Între 1909 și 1916 Casina a funcționat în casa parohială a bisericii „Adormirea Maicii Domnului” de pe Șirul Târgul Grâului, iar în perioada interbelică, între anii 1919-1935, și-a avut sediul în Casa Seuler de pe Șirul Inului .

## Descriere

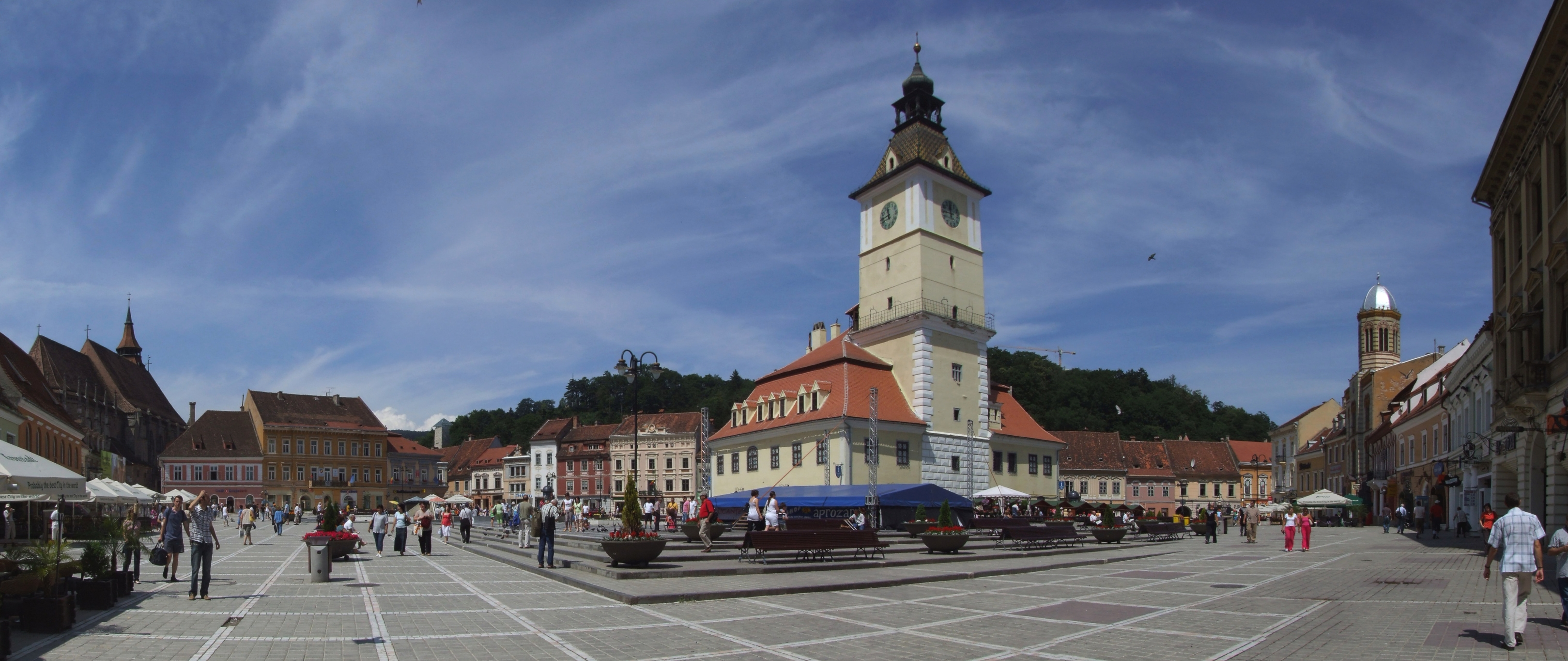
Piața Sfatului, panorama

Aspectul impozant și medieval al pieței este dat de arhitectura caselor care o împrejmuiesc, clădiri istorice care datează de secole. Unele au suferit modificări de-a lungul timpului, dar au păstrat în majoritate aspectul lor inițial. Multe din grădinile din dosul caselor din Șirul Inului, ca și cele din Târgul Cailor și din strada Vămii au dispărut, negustorii din aceste părți folosind orice metru pătrat pentru depozitele lor de mărfuri. Peretele din spate al acestor magazii era de cele mai multe ori format de zidurile groase ale fortificațiilor medievale care înconjurau orașul.
Dintre cele 30 de clădiri monumente istorice din piață pot fi menționate: Casa Sfatului, care se află în mijlocul pieței, Biserica Adormirea Maicii Domnului, Casa Negustorilor, Casa Filstich-Plecker, Casa Mureșenilor, Casa Seuler, Muzeul Civilizației Urbane Brașov. În imediata apropiere a pieței se află Biserica Neagră.
Piața Sfatului, numită pentru un scurt timp în perioada interbelică Piața Libertății, este probabil cel mai cunoscut și vizitat loc din Brașov. În piață sunt organizate frecvent diverse evenimente cultural-artistice și concerte în aer liber, cel mai cunoscut eveniment artistic fiind „Festivalul Internațional Cerbul de Aur”.
În cadrul unui proiect finanțat de Ministerul Comunicațiilor și Societății Informaționale (MCSI), în Piața Sfatului din Brașov s-a montat un emițător care suportă concomitent 50 de conexiuni de internet cu viteza de transfer de 2 MB/secundă, care permite acces wireless gratuit la Internet publicului din zonă.

## Galerie de imagini

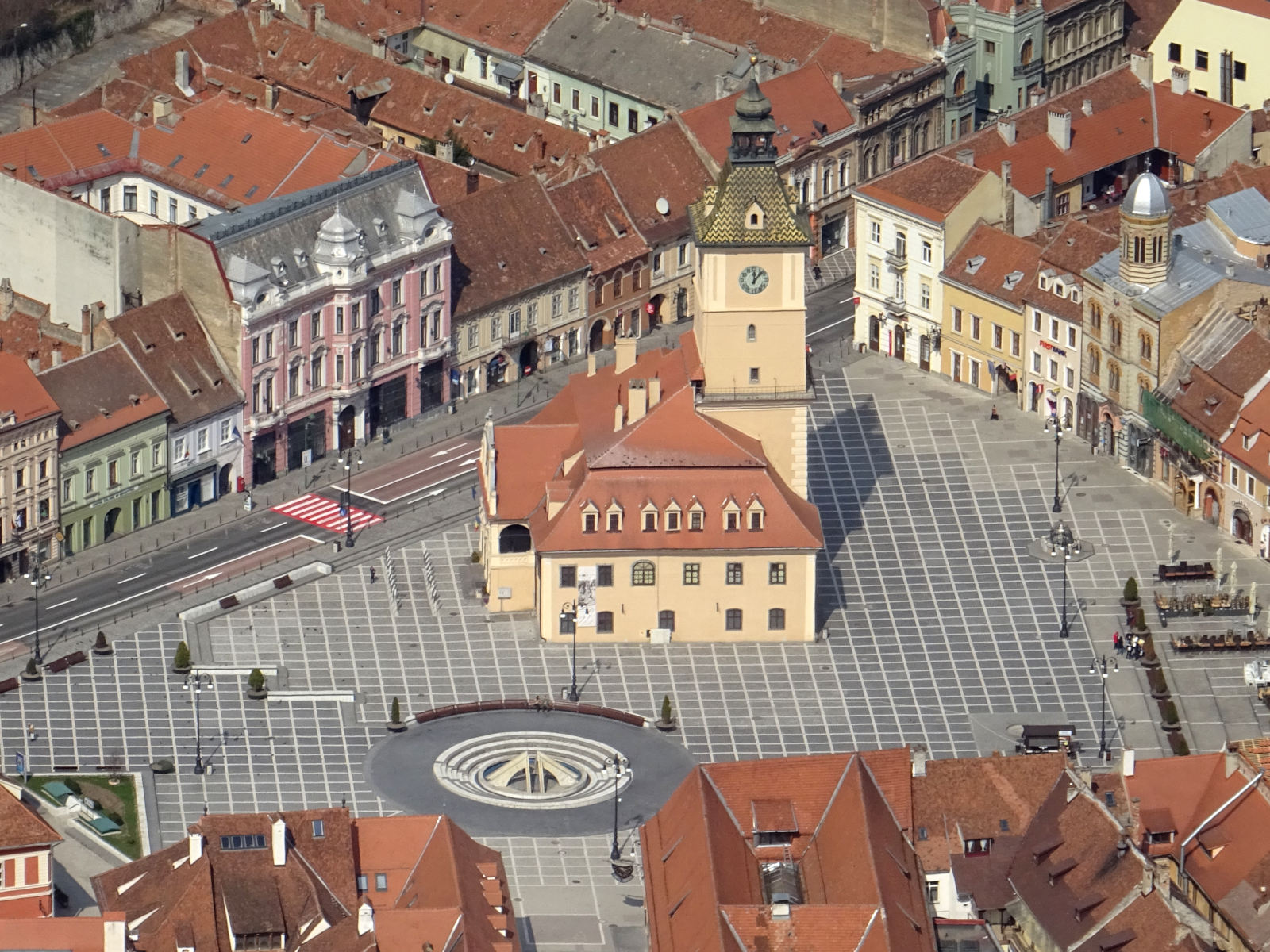
Piața Sfatului – vedere aeriană
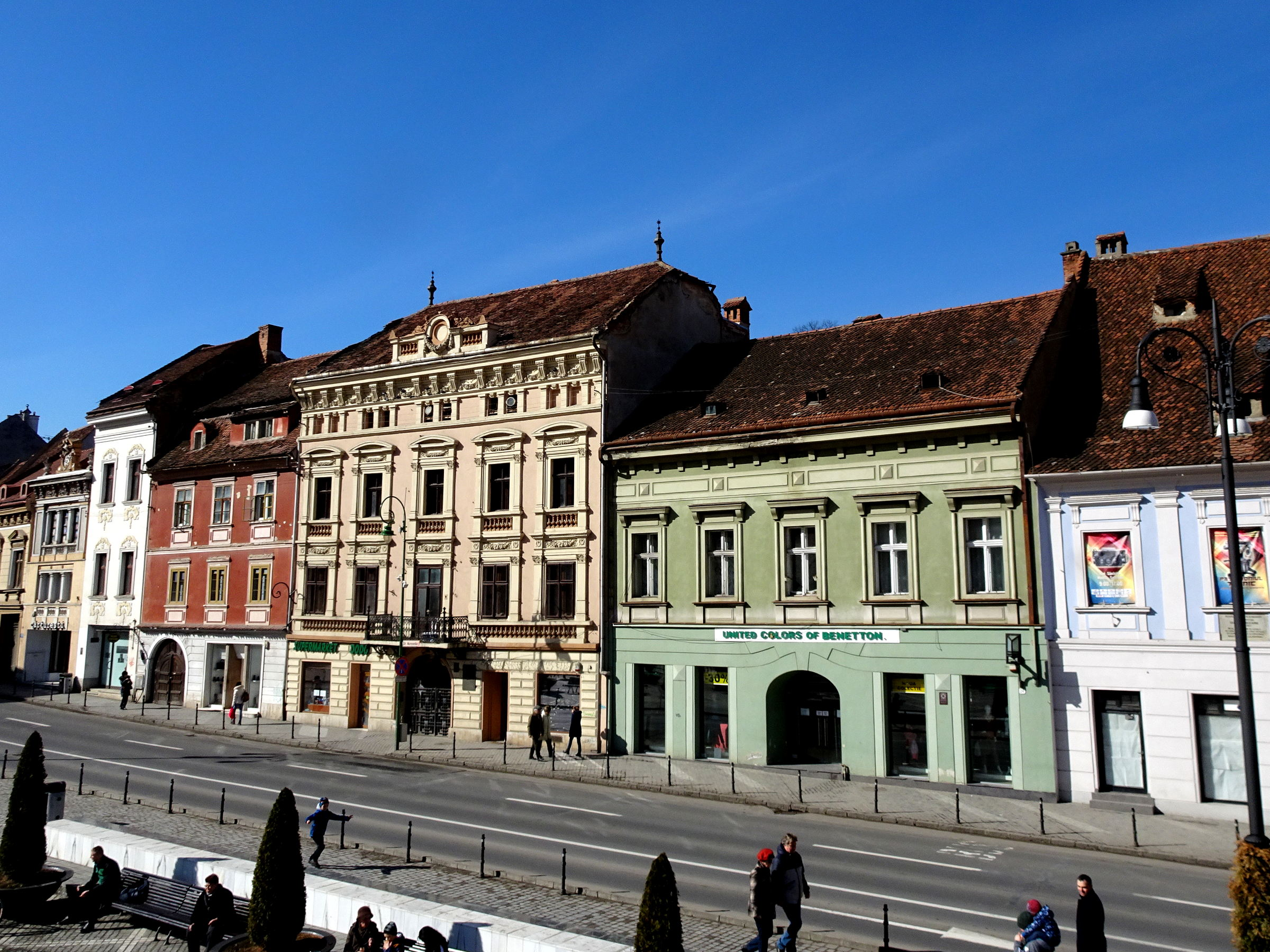
Şirul Inului din Piața Sfatului
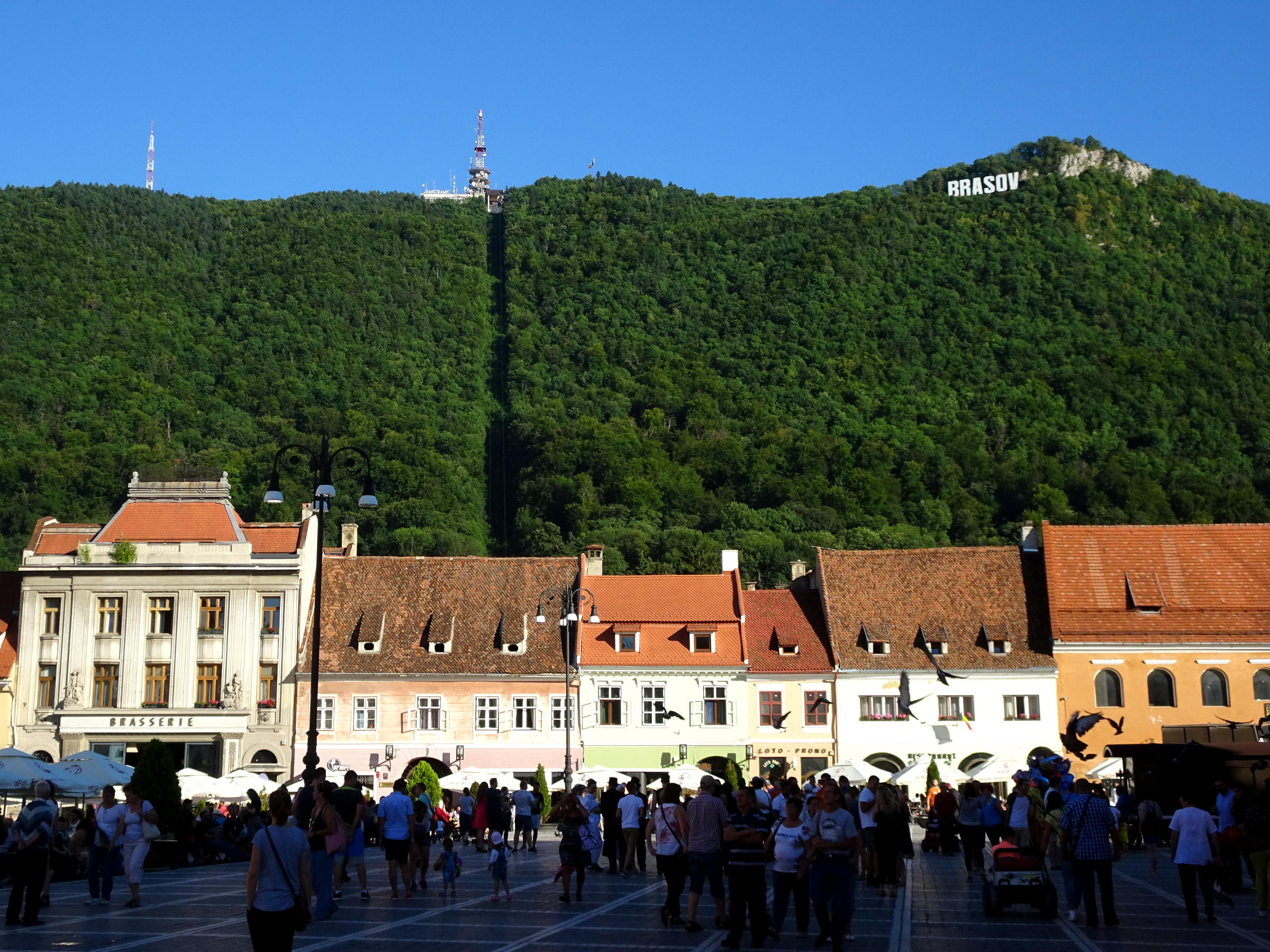
Şirul Florilor din Piața Sfatului
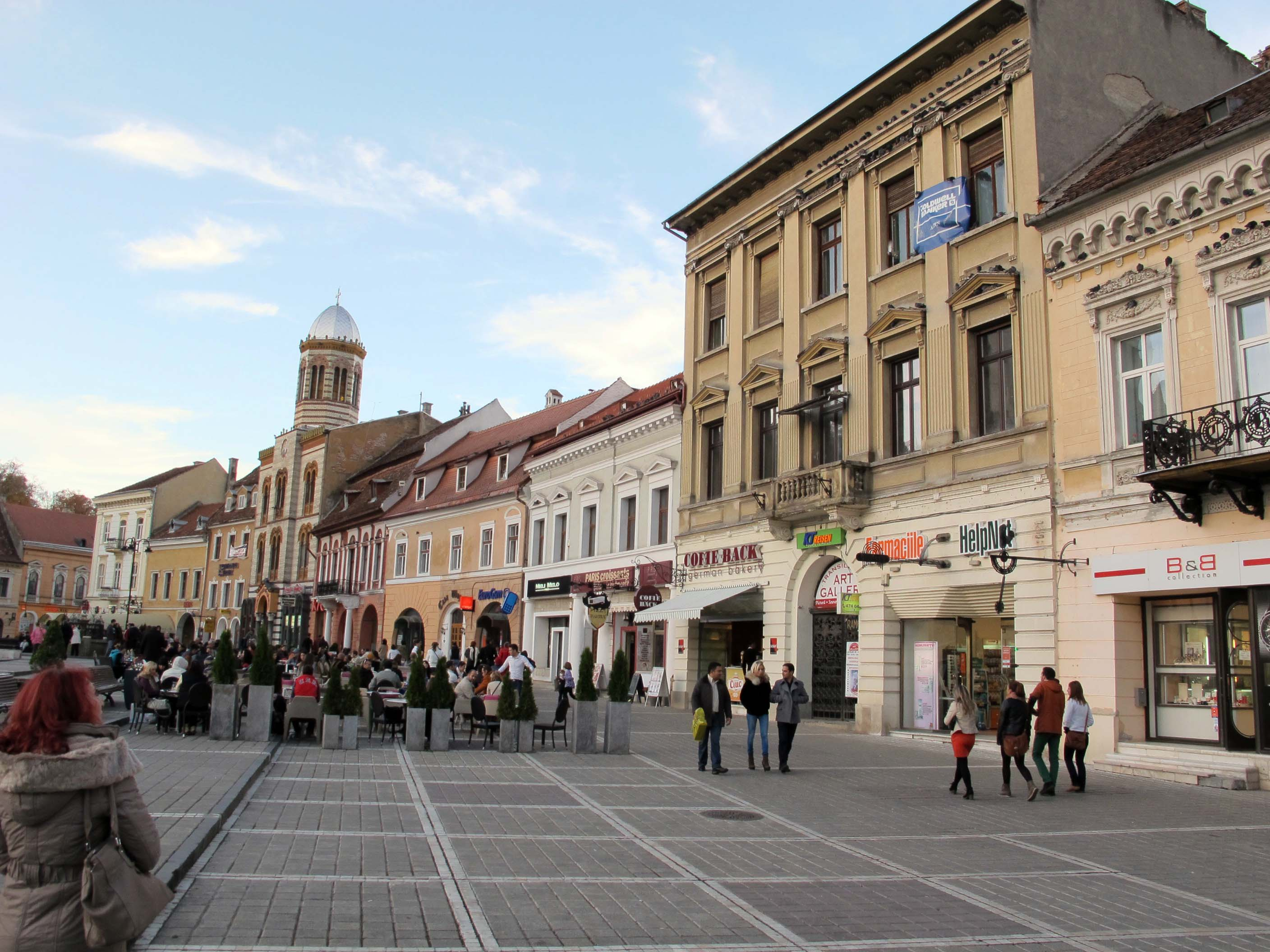
Şirul Grâului din Piața Sfatului
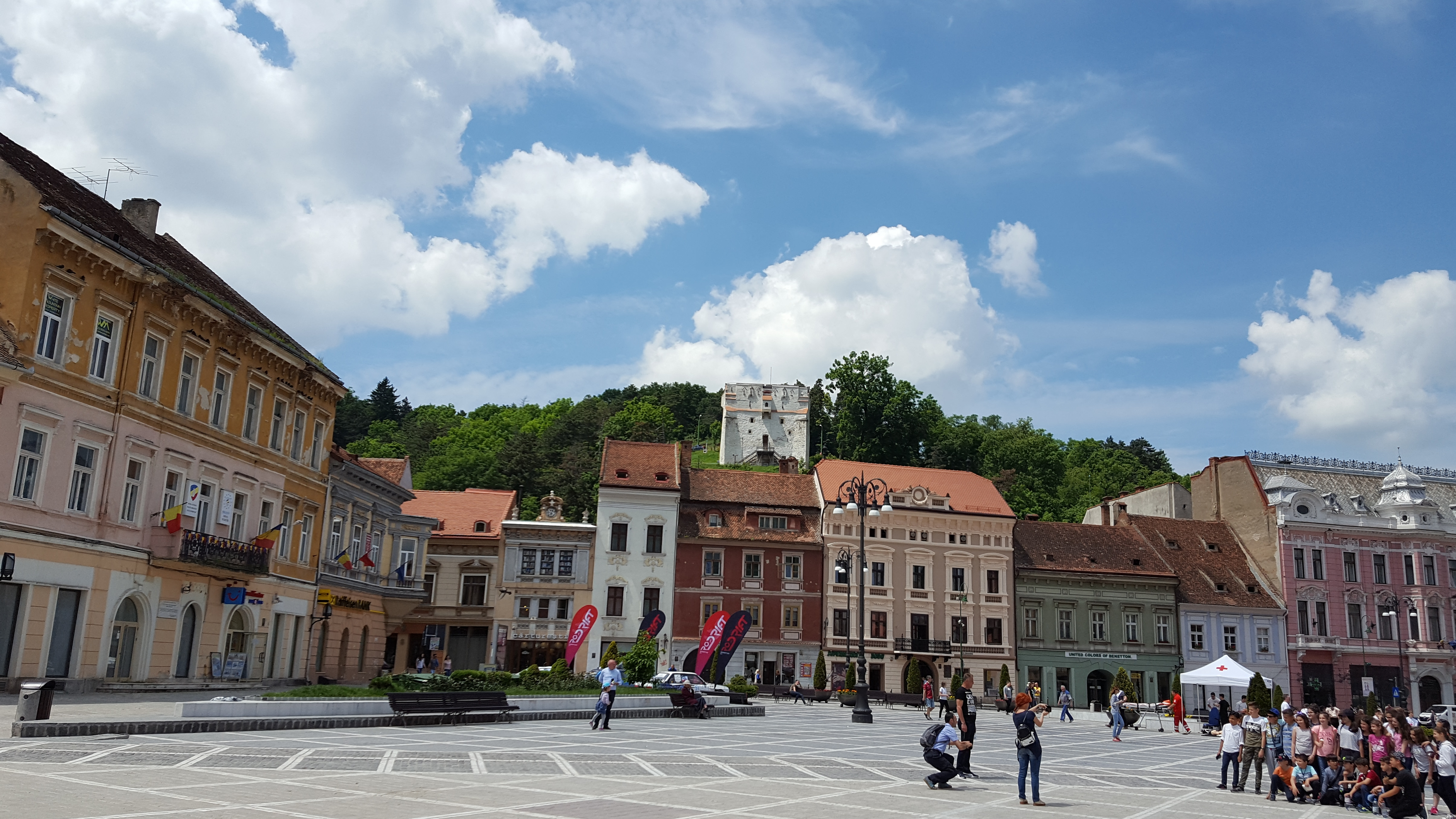
Piața Sfatului cu Turnul Alb în fundal
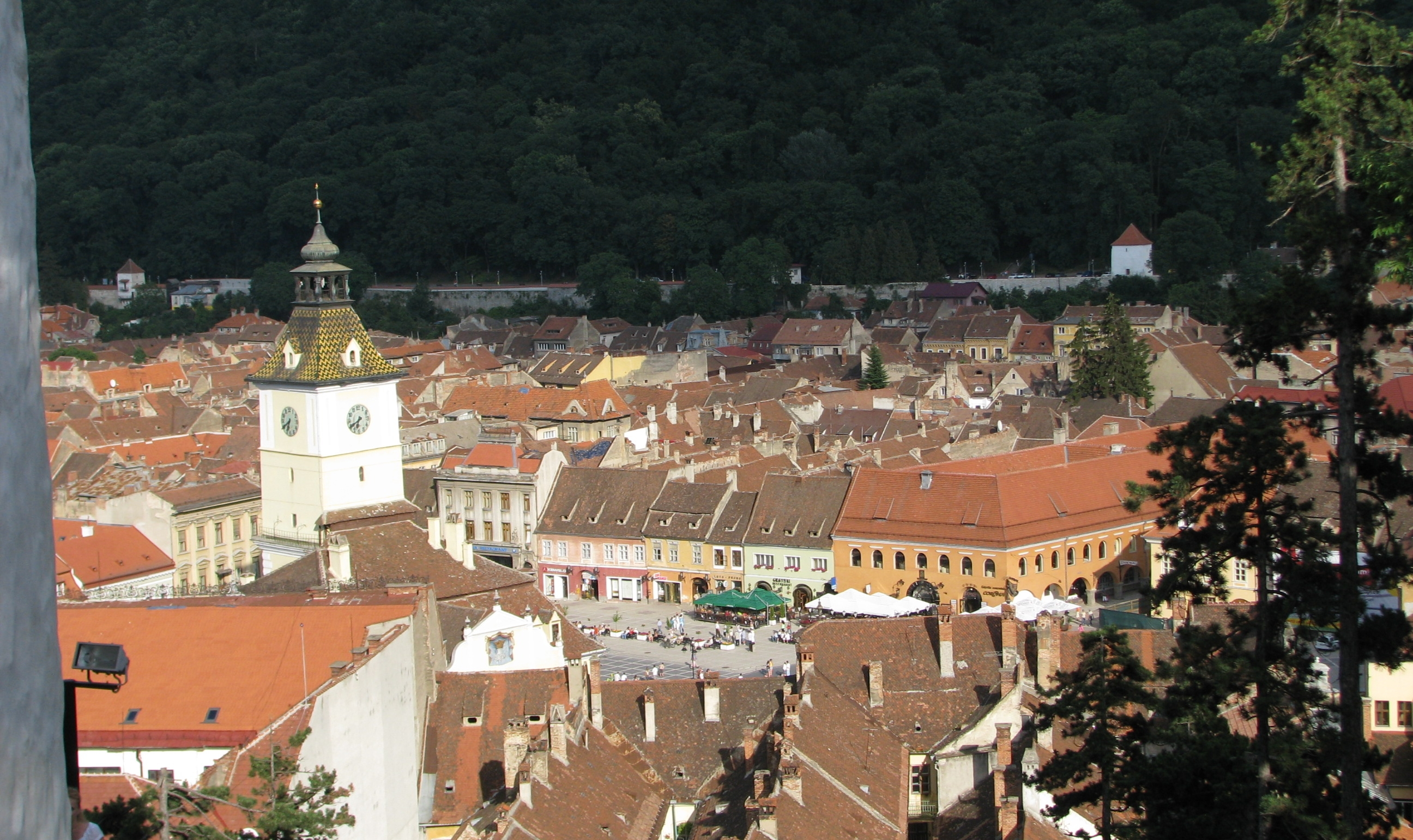
Piața Sfatului văzută din Turnul Alb
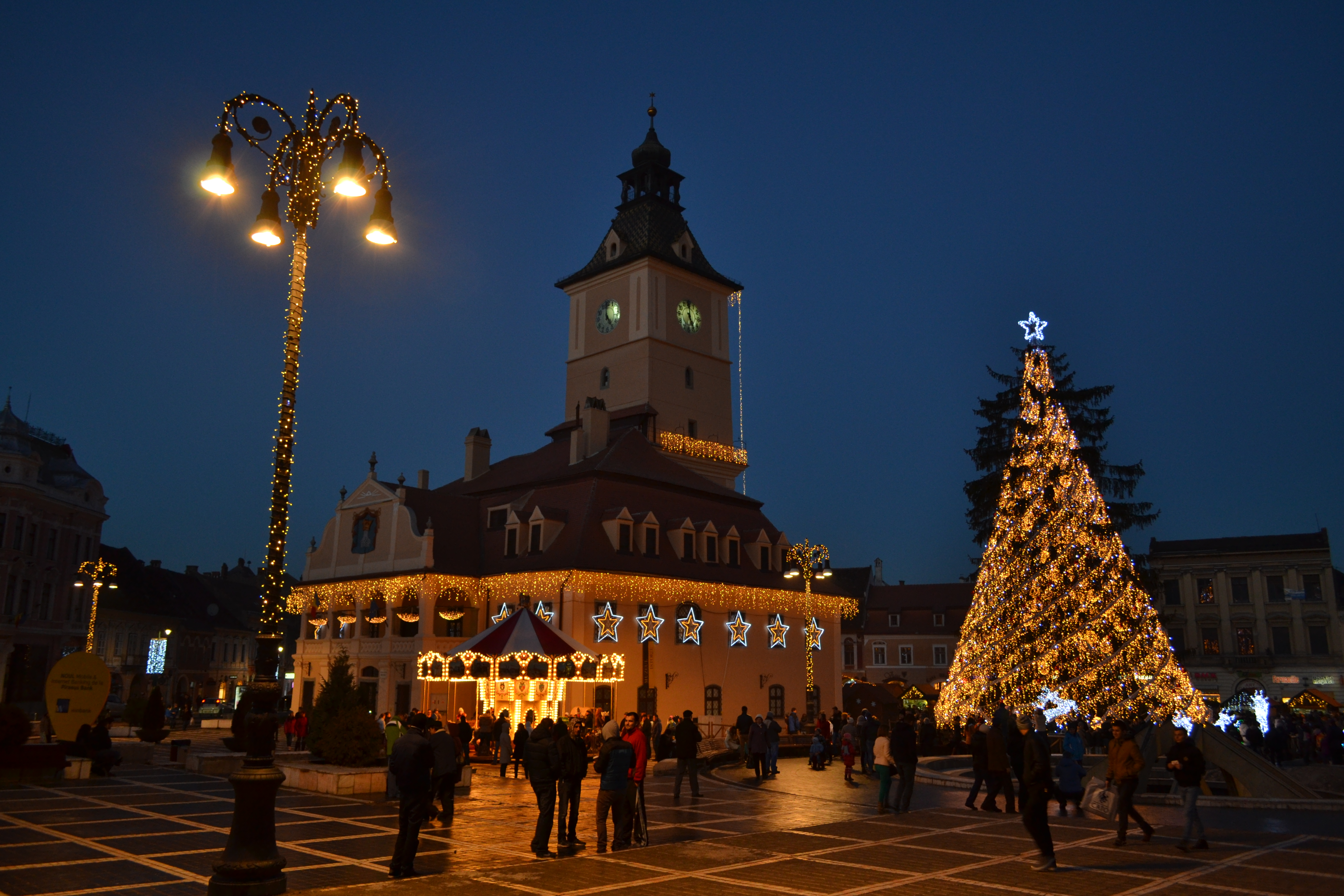
Bradul de Crăciun din Piața Sfatului
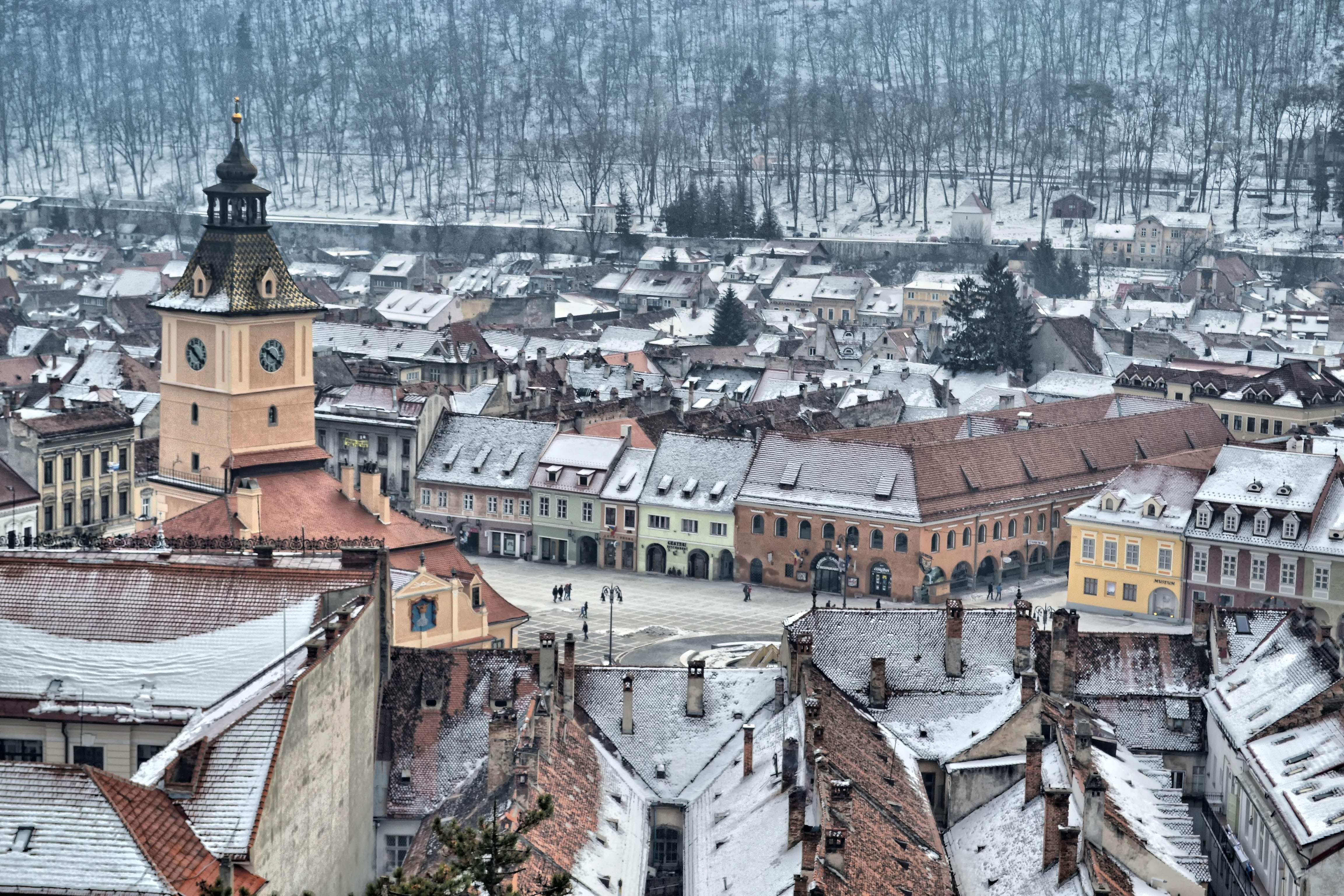
Piața Sfatului iarna
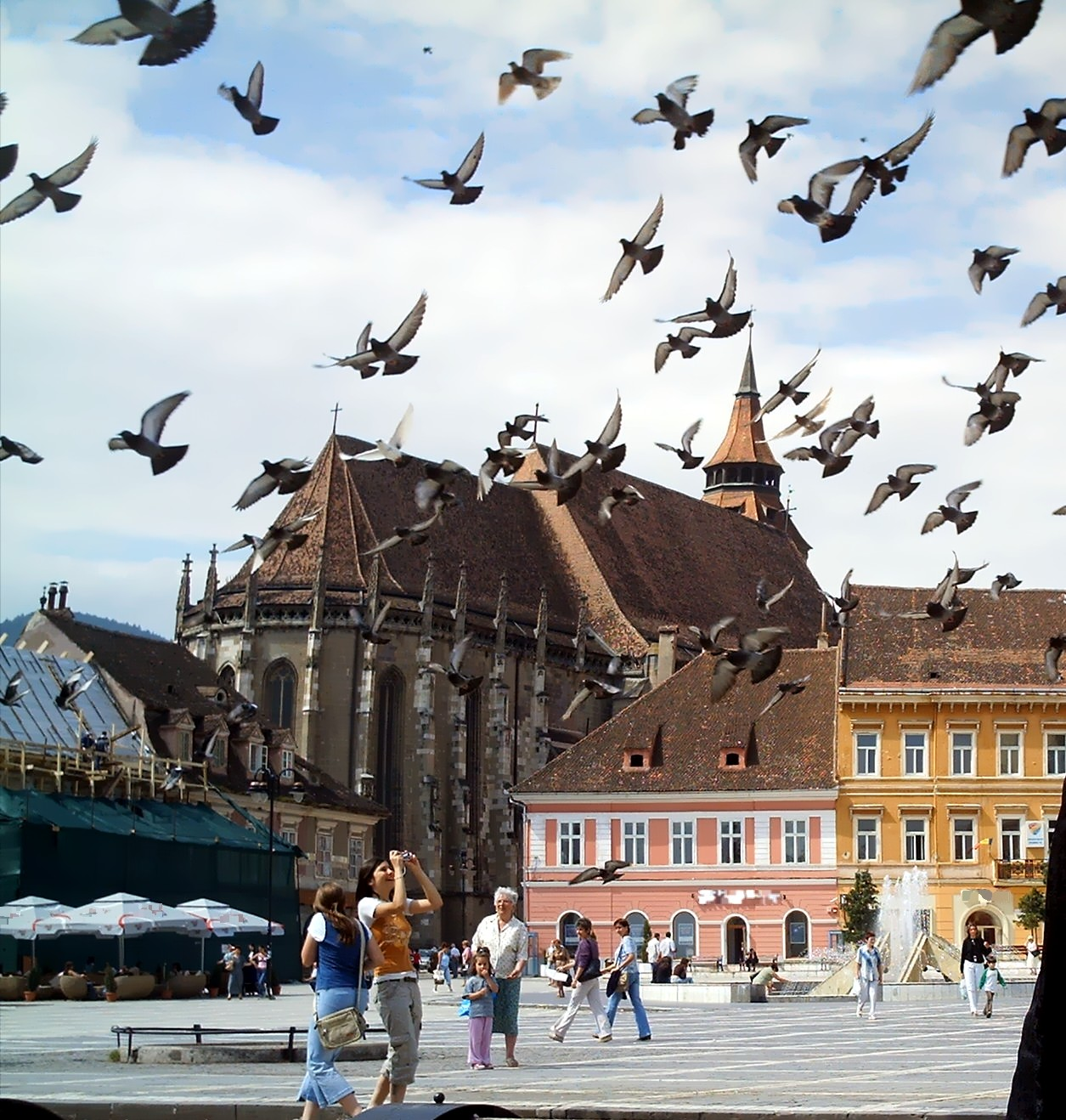
Porumbeii din Piața Sfatului
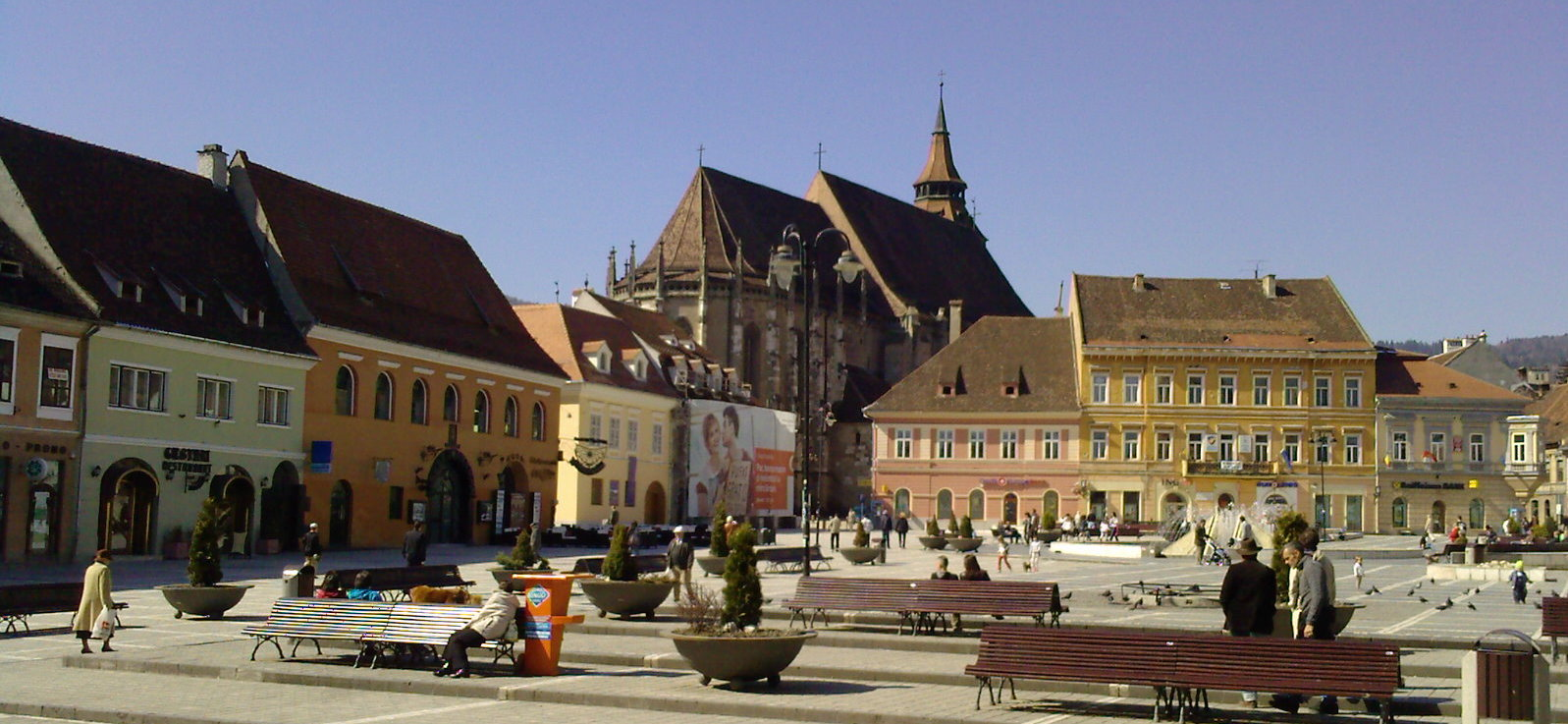
Piața Sfatului

## Curiozități
- Dintre legendele legate de Piața Sfatului s-a păstrat și una care povestește că acolo ar fi fost pedepsită Katarina, o tânără de 17 ani, marea iubire a lui Vlad Țepeș. Vinovată de a se fi îndrăgostit de un bărbat însurat, Katarina a fost dusă în Piața Sfatului și tunsă, dar în cele din urmă a fost eliberată. Se mai spune că Vlad Țepeș s-ar fi înfuriat atât de tare încât a vrut să pârjolească Brașovul.[19]
- În perioada medievală au existat în Piața Sfatului gropi făcute special și umplute cu provizii la care localnicii puteau apela în caz de asediu. Se spune că gropile se săpau numai noaptea, după un obicei respectat cu sfințenie și că erau făcute de un singur om, până la o adâncime de 2,5 metri. Interiorul era ars și apoi umplut cu cereale și alte provizii. O astfel de groapă cu provizii a fost descoperită la schimbarea pavajului din Piața Sfatului, în anii 1987-1988.[20]
- Cutremurul din anul 1940 a afectat printre alte clădiri și turnul casei parohiale a bisericii „Adormirea Maicii Domnului” acesta fiind distrus și reclădit abia în anii 1980.

## Legături externe

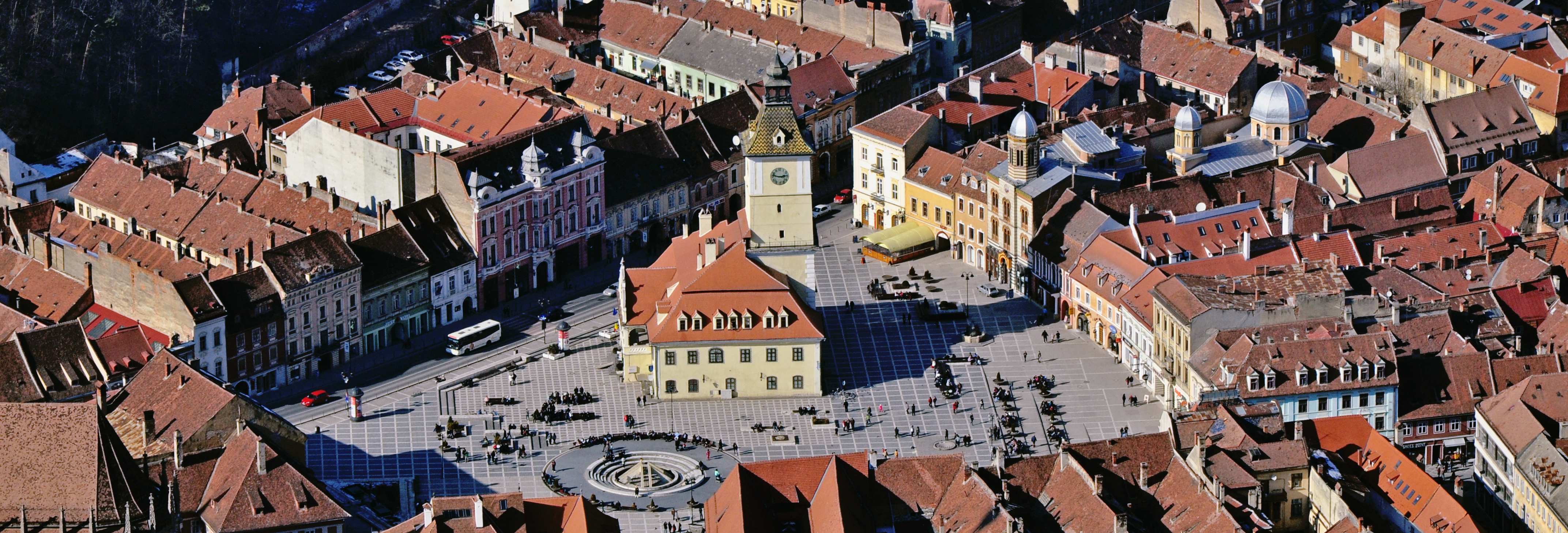
Piața Sfatului, vedere de ansamblu